# Вороніно (Зиняковська сільрада)
Вороніно (рос. Воронино) — село в Городецькому районі Нижньогородської області Російської Федерації.
Населення становить 581 особу. Входить до складу муніципального утворення Зиняковська сільрада.

## Історія
Від 2009 року входить до складу муніципального утворення Зиняковська сільрада.

## Населення
| 2002 | 2010 |
| ---- | ---- |
| 620  | ↘581 |